# Raisa Apolschi
Raisa Apolschi (n. 23 februarie 1964, Chișinău) este o politiciană și juristă din Republica Moldova, care din 2010 este deputat în Parlamentul Republicii Moldova din partea Partidului Democrat din Moldova (PDM). Ea a fost președinte a comisiei parlamentare „Juridică, Numiri și Imunități” și membru al Consiliului Politic Național al PDM.
În perioada 1989-1994 a activat în calitate de judecător în cadrul Judecătorii sectorului Ciocana din municipiul Chișinău. În 1994-2003 și 2009-2010 a lucrat ca avocat, fiind membru al Uniunii Avocaților din Republica Moldova. În perioada 2003-2008 a activat în calitate de Avocat Parlamentar, Director al Centrului pentru Drepturilor Omului din Republica Moldova.
A fost aleasă deputat la alegerile din noiembrie 2010 și realeasă la cele din noiembrie 2014, unde a figurat pe locul 14 în lista candidaților PDM. Începând cu 14 decembrie 2018, este judecătoare la Curtea Constituțională a Republicii Moldova.
Este văduvă și are un copil.